# Мазей, Юрий Александрович
Юрий Александрович Мазей (26 апреля 1977, Баку, АзССР, СССР) — российский ученый-протозоолог, палеоэколог и биоценолог. Доктор биологических наук, профессор.Избран членом-корреспондентом РАН 29 мая 2025 года .
Проректор по международной деятельности МГУ им. М. В. Ломоносова с 2016 года.
Профессор кафедры общей экологии и гидробиологии Биологического факультета МГУ им. М. В. Ломоносова.

## Биография
Родился 26 апреля 1977 года в г. Баку Азербайджанской ССР.
В 1999 году окончил ПГПУ им. В. Г. Белинского по специальности «учитель химии и биологии».
В 2002 году завершил обучение в аспирантуре на кафедре гидробиологии МГУ им. М. В. Ломоносова.
С 2002 по 2012 гг. работал в ПГПУ им. В. Г. Белинского: старшим преподавателем, доцентом, затем профессором кафедры «Зоология и экология».
В 2011—2012 гг. —  проректор по учебной работе ПГПУ им. В. Г. Белинского.
С 2012 по 2015 гг. — проректор по международной деятельности Пензенского государственного университета.
С 2016 г. по настоящее время — проректор по международной деятельности МГУ им. М. В. Ломоносова.
С 2015 г. по настоящее время — профессор кафедры общей экологии и гидробиологии Биологического факультета МГУ им. М. В. Ломоносова.

## Научная деятельность
В 2002 г. защитил кандидатскую диссертацию на соискание степени кандидата биологических наук по теме «Структура сообщества микробентоса в зоне смешения речных и морских вод».
В 2007 г. присвоено ученое звание доцент по кафедре «Зоология и экология» ПГПУ им. В. Г. Белинского.
В 2008 году защитил докторскую диссертацию на соискание степени доктора биологических наук по теме «Организация сообществ простейших».
В 2010 году присвоено ученое звание профессора по кафедре «Зоология и экология» ПГПУ им. В. Г. Белинского.
Области научных интересов включают изучение экологии и систематики простейших в морских, пресноводных и наземных экосистемах для решения общих вопросов биоценологии, биогеографии, палеоэкологии, филогенетики, в том числе связанных с реконструкциями долговременных взаимосвязанных изменений биосферы и климата.
В качестве приглашенного профессора читал лекции и проводил научные исследования в Университете г. Падуя, Университете г. Невшатель, Музее естественной истории Лондона, Китайском океанологическом университете, Институте гидробиологии АН КНР и др.
Подготовил к защите 12 кандидатов и одного доктора биологических наук.
Автор более 200 научных статей в рецензируемых журналах, индексируемых в Web of Science, и двух монографий.
Избранные труды:
- Бурковский И.В., Мазей Ю.А. Структура сообщества инфузорий в зоне смешения речных и морских вод // Зоологический журнал. 2001. Т. 80. Вып. 3. С.259–268.
- Bobrov A.A., Mazei Yu.A. Morphological variability of testate amoebae (Rhizopoda: Testacealobosea, Testaceafilosea) in natural populations // Acta Protozoologica. 2004. Vol. 43. P. 133–146.
- Мазей Ю.А., Тихоненков Д.В., Мыльников А.П. Видовая структура сообщества и обилие гетеротрофных жгутиконосцев в малых пресных водоемах // Зоологический журнал. 2005. Т. 84. № 9. С.1027–1041.
- Мазей Ю.А., Цыганов А.Н. Пресноводные раковинные амебы. М.: Товарищество научных изданий КМК, 2006. 300 с.
- Тихоненков Д. В., Мазей Ю. А., Ембулаева Е. А. Деградационная сукцессия сообщества гетеротрофных жгутиконосцев в микрокосмах // Журнал общей биологии. 2008. Т. 69. № 1. С.57–64.
- Кутикова Л.А., Стойко Т.Г., Мазей Ю.А., Телеш И.В. Коловратки (Rotatoria). В кн.: Определитель зоопланктона и зообентоса пресных вод Европейской России. Т.1. Зоопланктон / под ред. В.Р. Алексеева. СПб.: КМК, 2010. С. 15–90.
- Azovsky A.I., Mazei Yu.A. Do microbes have macroecology? Large-scale patterns in diversity and distribution of marine benthic ciliates // Global Ecology and Biogeography. 2013. Vol. 22. № 2. P. 163–172.
- Mazei Yu., Chernyshov V., Tsyganov A., Payne R. Testing the effect of refrigerated storage on testate amoeba samples // Microbial Ecology. 2015. Vol. 70. P. 861–864.
- Mazei Yu., Tsyganov A.N., Chernyshov V.A., Ivanovsky A.A., Payne R.J. First records of testate amoebae from the Novaya Zemlya archipelago (Russian Arctic) // Polar Biology. 2018. Vol. 41. P. 1133–1142
- Mazei Yu.A., Trulova A., Mazei N.G., Payne R.J., Tsyganov A.N. Contributions of temporal and spatial variation to the diversity of soil-dwelling testate amoeba assemblages in a swampy forest // Pedobiologia. 2020. Vol. 81–82. 150660.
- Babeshko K.V., ... Mazei Yu.A. A multi-proxy reconstruction of peatland development and regional vegetation changes in subarctic NE Fennoscandia (the Republic of Karelia, Russia) during the Holocene // The Holocene. 2021. Vol. 31. № 3. P. 421-432.
- Ndayishimiye J.-C., Mazei Yu., ... Yang J. Stochastic and deterministic processes shaping the composition of testate amoebae community across different habitats of urban parks in Moscow and Xiamen cities // Urban Ecosystems. 2022. Vol. 26. P. 617–628.
- Su J., Mazei Yu., ... Yakimov B.N. Latitudinal patterns of diversity partitioning in terrestrial microbial communities: species turnover and nestedness in a multi-scale perspective // Oecologia. 2024. Vol. 205. № 3-4. P. 691–707.
- Zhu Q., Ivanovskii A., ... Mazei Yu.A. Assembly mechanisms of soil testate amoeba metacommunities: Insights from co-occurrence patterns and the critical role of null model selection // Applied Soil Ecology. 2025. Vol. 208. 105999.
- Gu X., Tsyganov A.N., ... Mazei Yu.A. Testate amoebae as palaeohydrological indicators in the boreal and subarctic permafrost mires in the western part of the central Siberian Plateau // Quaternary Science Reviews. 2025. Vol. 349. 109108.

## Награды
- Почётная грамота Президента Российской Федерации (5 января 2025 года) — за заслуги в подготовке высококвалифицированных специалистов, научно-педагогической деятельности и многолетнюю добросовестную работу[7];
- Почётная грамота Министерства образования и науки РФ (2011);
- Медаль и премия РАН для молодых ученых (2008);
- Премия губернатора Пензенской области (2002).